# La visión de san Bernardo (Filippino Lippi)
La visión de san Bernardo, en italiano La Vergine appare a san Bernardo, «La Virgen se aparece a san Bernardo», es un óleo sobre tabla obra del pintor renacentista italiano Filippino Lippi. Data del año 1480 y se guarda en la Badia Fiorentina, una iglesia de Florencia.
El cuadro fue un encargo para la capilla de Francesco del Pugliese por su hijo Piero, que está retratado en la esquina inferior derecha en la tradicional postura de oración del donante.
Es una de las obras más admiradas de Lippi, debido a su poderoso cromatismo, inspirado en la pintura flamenca; se cree que utilizó óleo como aglutinante. También sobresale por su atención a los detalles, que contribuyen a su vez a hacer de una aparición mística de la Virgen a san Bernardo en una escena de la vida cotidiana. La composición está ambientada en un paisaje rocoso en el que el santo, mientras está escribiendo, de repente es visitado por la Virgen. Detrás de los hombros de san Bernardo está representado un demonio mordiendo sus cadenas: es una referencia un himno medieval que celebra a la Virgen como la liberadora de la Humanidad de la cadena de sus pecados. En la parte de la derecha hay imágenes de la vida franciscana. El hombre que aparece abajo, a la derecha, es el donante, en una figura cortada, lo que contribuye a crear una ilusión de espontaneidad.
La influencia de Botticelli se evidencia en características como el dibujo, los gestos de las figuras o la caída y dobleces de los paños.